# 18 floréal
18 germinal 18 prairial
L'octidi 18 floréal, officiellement dénommé jour de la corbeille d'or, est le 228e jour de l'année du calendrier républicain.
C'était généralement le 7e jour du mois de mai dans le calendrier grégorien.